# 新河镇 (上海市)
新河镇，是中华人民共和国上海市崇明区下辖的一个乡镇级行政单位。面积57.25平方公里。户籍人口4.8万人（2008年）。1986年，新河镇被列为全国500个小城镇试点镇之一。

## 历史

### 名称由来
新河镇地，明朝万历年间为吴家沙，相传明末清初有顾、闵、周三姓人家来此开垦种植，并设集市，名顾闵周镇。清初，顾闵周镇由于镇境新开河纵贯集镇，南入长江而更名为“新开河镇”，亦称“新河镇”。

### 集镇风貌
新开河镇为方圆十里内唯一的大集镇。在崇明素有“金油车桥、银堡镇，铜新开河、铁浜镇”之说，另有“桥、庙、堡、浜、新、化、陈”七大镇之说。店铺主要集中在东大街、解放街和西大街东段。在中共上台前，有百货、南货、酱酒、茶食糕点、棉布、土布、八鲜、染坊、理发、缝纫、饭店、医药、粮油、旧货等46种行业，十分热闹。

## 行政区划
新河镇下辖以下居委会和村委会：
新南社区、新东社区、新晨社区、新源社区、新景社区、天新村、金桥村、石路村、新梅村、三烈村、兴教村、井亭村、新民村、永丰村、群英村、卫东村、新建村、民生村、新隆村、进化村、强民村和新光村。